# Борело
Борело (итал. Borrello) је насеље у Италији у округу Кјети, региону Абруцо.
Према процени из 2011. у насељу је живело 371 становника. Насеље се налази на надморској висини од 802 м.

## Становништво
Према резултатима пописа становништва 2011. у општини је живело 368 становника.
| 1931. | 1936. | 1951. | 1961. | 1971. | 1981. | 1991. | 2001. | 2011. |
| ----- | ----- | ----- | ----- | ----- | ----- | ----- | ----- | ----- |
| 1.271 | 1.239 | 1.111 | 1.011 | 807   | 636   | 520   | 444   | 368   |